# Galt MacDermot
Galt MacDermot (Montréal, 1928. december 18. – New York-Staten Island, 2018. december 17.) kanadai-amerikai zeneszerző, zongorista.

## Művei

### Musicalek
- My Fur Lady (1957)
- Hair (1967)
- Two Gentleman of Verona (1971)
- Via Galactica (1972)
- Dude (1972)
- Sun (1998)
- The Human Comedy (1983)
- The Special (1985)

### Filmzenék
- Cotton Comes to Harlem (1970)
- Fortune and Men's Eyes (1971)
- Duffer (1971)
- Women is Sweeter (1973)
- Az orrszarvú (Rhinoceros) (1975)
- The Moon Over the Alley (1976)
- Hair (1979)
- A sínek mentén (Riding the Rails) (1988)
- A mecénás szeretője (Mistress) (1992)

## Diszkográfia
Szólólemezek
- Art Gallery Jazz (1956)
- The English Experience (1961)
- Shapes of Rhythm (1966)
- Hair Cuts (1969)
- Woman is Sweeter (1969)
- Galt MacDermot's First Natural Hair Band (1970)
- New Pulse Band (1979)
- Purdie as a Picture (1994)
- Up from the Basement Volumes 1 & 2 (2000)

## Díjai, kitüntetései
- Tony-díj (1972, legjobb musical: Two Gentleman of Verona)